# Deborah Van Valkenburgh

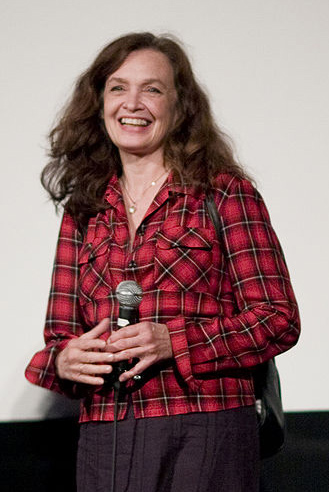
Deborah Van Valkenburgh, 2008

Deborah Van Valkenburgh (* 29. August 1952 in Schenectady, New York) ist eine US-amerikanische Film- und Theaterschauspielerin.

## Leben
Deborah Van Valkenburgh begann ihre Karriere am Broadway in der Musicaladaption „Hair“. Weitere Bühnenauftritte folgten. Ihr Filmdebüt gab sie 1979 in dem Thriller Die Warriors. Ihren Durchbruch erzielte Van Valkenburgh jedoch erst in der von 1980 bis 1985 produzierten Sitcom Too Close For Comfort. In den frühen 1980er Jahren belegte sie für kurze Zeit Kurse als Krankenpflegerin an der New York University of Social Work, blieb jedoch der Schauspielerei treu. Heute lebt Deborah Van Valkenburgh in Los Angeles.

## Theater
- „Honeybee“
- „The Tempest“
- „Six Characters In Search Of An Author“
- „Hay Fever“
- „When Did You Last See Your Mother?“
- „Iolanthe“
- „It Ain’t Aardwark“
- „Minutemen“
- „A View From The Bridge“ (Independentproduktion, nicht am Broadway)
- „Mooney’s Kid Don’t Cry“ (Independentproduktion, nicht am Broadway)
- „The Cildren’s Hour“ (Independentproduktion, nicht am Broadway)

## Filmografie
- 1979: Die Warriors (The Warriors)
- 1984: Straßen in Flammen (Streets of Fire)
- 1985: Hotel (Fernsehserie, 1 Folge)
- 1988: Cagney & Lacey (Fernsehserie, 1 Folge)
- 1990: MacGyver (Fernsehserie, 1 Folge)
- 1992: Picket Fences – Tatort Gartenzaun (Picket Fences, Fernsehserie, 1 Folge)
- 1993: Zurück in die Vergangenheit (Quantum Leap, Fernsehserie, 1 Folge)
- 1995: Star Trek: Deep Space Nine (Fernsehserie, 1 Folge)
- 1997: Mean Guns
- 1998: Chicago Hope – Endstation Hoffnung (Chicago Hope, Fernsehserie, 1 Folge)
- 2001: Crazy Love – Hoffnungslos verliebt (Chasing Destiny, Fernsehfilm)
- 2004: Emergency Room – Die Notaufnahme (ER, Fernsehserie, 1 Folge)
- 2005: The Devil’s Rejects
- 2005: Cold Case – Kein Opfer ist je vergessen (Cold Case, Fernsehserie, 1 Folge)
- 2008: Jasper Park – Ausflug in den Tod (Backwoods, Fernsehfilm)
- 2020: Helstrom (Fernsehserie, 4 Folgen)